# Albert Van Helden
Pour les articles homonymes, voir Van Helden.
Albert Van Helden (né en 1940) est un historien des sciences américain, spécialiste de l'histoire de l'astronomie et des instruments scientifiques.

## Carrière
Il obtient son doctorat à l'Université de Londres en 1970. Il est professeur émérite de l'Université RicePage à l'Univ Rice. où il s'occupe notamment du Galileo Project.
Il a présidé l'History of Science Society (1998–1999).

## Distinctions
Il reçoit le prix Doggett en 2016.

## Publications
- avec Eileen Adair Reeves (éd) : On sunspots de Galilée et Christoph Scheiner (University of Chicago press).
- (en) Klaas van Berkel, Albert van Helden et Lodewijk Palm, A History of Science in the Netherlands : Survey, Themes and Reference, Leiden, Brill, 1999 (ISBN 90-04-10006-7, lire en ligne).
- (en) Maria Luisa Righini Bonelli et Albert Van Helden, Divini and Campani: a forgotten chapter in the history of the Accademia del Cimento, Firenze, Istituto e Museo di storia della scienza, 1981
- avec Sven Dupré, Rob van Gent & Huib Zuidervaart (dir.) : The Invention of the telescope (American philosophical society, 1977).
- (en) Galilée (traduction et préface par Albert Van Helden), Sidereus Nuncius, or The Sidereal Messenger, 1610 (traduction en 1989), 68 p. (lire en ligne).
- (en) Albert Van Helden, Measuring the Universe : Cosmic Dimensions from Aristarchus to Halley, University of Chicago Press, 15 décembre 2010, 212 p. (ISBN 978-0-226-84890-7, lire en ligne).
- (en) Owen Gingerich et Albert van Helden, « From occhiale to printed page : the making of Galileo's Sidereus Nuncius », dans Journal for the History of Astronomy, vol. 34 (2003), p. 251–267.
- (en) Albert Van Helden, « The Telescope in the Seventeenth Century », Isis, vol. 65, no 1,‎ 1er mars 1974, p. 38–58 (ISSN 0021-1753, DOI 10.1086/351216, lire en ligne, consulté le 15 novembre 2020).
- (en) Istituto e Museo di storia della scienza (Firenze), Albert van Helden, Catalogue of early telescopes, Florence, Giunti, 1999 (ISBN 88-09-21680-6), p. 30, fiche n. 001.
- (en) Albert Van Helden, « Naming the satellites of Jupiter and Saturn », The Newsletter of the Historical Astronomy Division of the American Astronomical Society, no 32,‎ 1994, p. 1–2 (lire en ligne [PDF]).